# Campanula ekimiana
Campanula ekimiana är en klockväxtart som beskrevs av Adil Güner. Campanula ekimiana ingår i släktet blåklockor, och familjen klockväxter.
Artens utbredningsområde är Turkiet. Inga underarter finns listade i Catalogue of Life.